# Адениум маслянолистный
Adenium oleifolium — вид суккулентных растений рода Адениум (Adenium) семейства Кутровые (Apocynaceae), произрастающий на территории Ботсваны, Намибии и ЮАР.

## Название
Возможное русскоязычное название — Адениум олиефолиум или Адениум маслянолистный.

## Ботаническое описание
Adenium oleifolium — сочный кустарник высотой 12-40 см с вздутым, клубневидным, сильно погруженным стеблем до 10 см в диаметре, несущим 1-несколько ветвей. Ветви прямостоячие, быстро сужающиеся, редковетвистые, в молодом возрасте опушенные, с возрастом голые; кора серовато-белая, иногда пробковая или морщинистая. Листья сидячие на концах ветвей, от линейно-ланцетные до линейных, 5,5-11 см длиной и 4-13 мм шириной, сидячие, на верхушке от тупых до острых, часто заостренные, при основании клиновидные, часто складчатые по средней жилке, полустебельчатые. В свежем виде сочные, в сухом виде подкожные, покрытые коротким густым опушением, особенно с нижней стороны; поверхность морщинистая при высыхании, вторичные нервы не видны; железы присутствуют в подмышечной впадине.
Соцветие верхушечное, кистевидное, малоцветковое, сидячее, войлочно-опушенное; прицветники линейные, 4-6 мм длиной; цветоножки очень короткие. Цветки эффектные, от бледно-розового до красного, более интенсивные к краю, появляются вместе с листьями. Чашечка белово-войлочная, 5-7 мм длиной; доли яйцевидно-ланцетные до ланцетных. Венчик войлочно-опушенный; трубка 2,2-3,4 см, узкоцилиндрическая в основании на 4-7 мм, затем колокольчато-воронковидная на 1,8-2,3 см, 8-15 мм, сверху опушенная, снизу голая; доли раскидистые, яйцевидные, острые, верхушечные, 1-1-3 см длиной, опушенные. Тычинок 5; пыльники ланцетные, стреловидные, 6-7 мм длиной, в верхней части многоцветковые, на спинке опушенные, с опушенными верхушечными хвостиками длиной 1,8-2 см. Завязь из 2 свободных плодолистиков, голая; столбик нитевидный, длиной 1,4—1,7 см; рыльце головчатое с узкой базальной каймой. Плод из двух мерикарпов; листовки 8-11 см длиной, субцилиндрические, заостренные на каждом конце, мелко опушенные. Семена многочисленные, линейно-продолговатые, коричневые, полосатые, 1,2-1,5 см длиной с комом коричневатых волосков до 3 см длиной на каждом конце.

## Таксономия
Adenium oleifolium Stapf, первое упоминание в Bull. Misc. Inform. Kew 1907: 53 (1907).

### Синонимы
Гомотипные (основанные на одном и том же номенклатурном типе):
- Adenium obesum subsp. oleifolium (Stapf) G.D.Rowley (1978 publ. 1980)

Гетеротипные (основанные на разных номенклатурных типах):
- Adenium lugardiae N.E.Br. (1909)
- Adenium oleifolium var. angustifolium Phil. (1923)
- Adenium somalense var. angustifolium (Phil.) G.D.Rowley (1974)

## Применение
Adenium oleifolium является растением, чьи измельченные мясистые листья используются народной медициной для создания мази, которая применяется при укусах змей и скорпионов. Также корень растения используется для приготовления чая, который имеет тонизирующие свойства и применяется для лечения лихорадки. Отмечается, что в южной Намибии сок данного растения используется в качестве яда для стрел.